# Kommensurabilität (Quantenmechanik)
In der Quantenmechanik heißen zwei Observablen kommensurabel (manchmal auch kompatibel), wenn sie gleichzeitig beliebig genau gemessen werden können. Observablen, die nicht gleichzeitig beliebig genau gemessen werden können, heißen inkommensurabel. Zwei Observablen sind genau dann kommensurabel, wenn der Kommutator der zugehörigen Operatoren verschwindet. 
Inkommensurable Observablen, deren Kommutator den Wert {\displaystyle \mathrm {i} \hbar } annimmt, heißen zueinander komplementäre Observablen.

## Beweis
Nach der (verallgemeinerten) Heisenbergschen Unschärferelation gilt für zwei Operatoren {\displaystyle A,B} und einen Zustand {\displaystyle |\psi \rangle } für deren Messunsicherheiten {\displaystyle \sigma _{A}} beziehungsweise {\displaystyle \sigma _{B}} im Zustand {\displaystyle |\psi \rangle }:
{\displaystyle \sigma _{A}\sigma _{B}\geq {\frac {1}{2}}{\Big |}\langle \psi |[A,B]|\psi \rangle {\Big |}}
Aus {\displaystyle \sigma _{A}=\sigma _{B}=0} für jeden beliebigen Zustand folgt {\displaystyle [A,B]=0}. 
Andererseits folgt aus {\displaystyle [A,B]=0}, dass ein Satz gemeinsamer Eigenzustände zu den Operatoren {\displaystyle A} und {\displaystyle B} existiert. Durch Messung einer der beiden Größen kollabiert der Zustand auf den entsprechenden Eigenzustand und befindet sich bereits in einem Eigenzustand des zweiten Operators, sodass eine Messung der anderen Größe das System nicht erneut verändert.

## Beispiele
- Ort und Impuls eines Teilchens in derselben Raumrichtung sind inkommensurabel und komplementär, denn es gilt: {\displaystyle [x_{i},p_{j}]=\mathrm {i} \hbar \delta _{ij}}
- Verschiedene Komponenten des Drehimpulses sind inkommensurabel, aber nicht komplementär, denn es gilt: {\displaystyle [L_{i},L_{j}]=\mathrm {i} \hbar \varepsilon _{ijk}L_{k}}
- Energie und Impuls sind kommensurabel, denn es gilt: {\displaystyle [H,p_{i}]=0}